# Евзерихин, Эммануил Ноевич
Эммануил Ноевич Евзери́хин (1911—1984) — фотожурналист, классик советской фотографии.

## Биография
Родился в 1911 году в Ростове-на-Дону в еврейской семье (по разным сведениям, 11 или 22 июля по новому стилю). Семья жила на Темерницкой улице, дом № 99.
В конце 20-х годов работал внештатным корреспондентом в «Пресс-клише ТАСС».
С 1933 года работает в Фотохронике ТАСС.
В 1934 году переезжает в Москву.
Работая в Москве, Евзерихин получил возможность снимать главные события эпохи: Конгресс Коминтерна и съезд Советов, на котором была принята Конституция; строительство, арктические экспедиции и спортивные парады.
Он фотографировал М. Горького, М. И. Калинина; знаменитых летчиков — В. П. Чкалова, М. М. Громова, выдающихся деятелей культуры и искусства.
В годы войны снимал на многих фронтах.
Наибольшую известность получили фотографии, сделанные в Сталинграде. Участвовал в освобождении городов: Минска, Варшавы, Кенигсберга, закончил войну в Праге.
После войны, работая в ТАСС, Э. Евзерихин преподавал основы искусства фотографии в Заочном Народном Университете искусств, выступал с лекциями по стране.
Жил в Москве по адресу: Озерковская набережная, 48/50. Умер 28 марта 1984 года. Похоронен в Москве на Донском кладбище.

## Награды
- два ордена Красной Звезды (20.7.1944; 27.6.1945)
- орден Отечественной войны II степени (20.10.1944)
- медали

## Авторская книга
- «Эммануил Евзерихин». Изд. PALACE EDITIONS, 2007 392 стр. ISBN 978-5-93332-206-1
- «Эммануил Евзерихин. Фотографии, которых не было». Из коллекции Sepherot Foundaion (Liechtenstein). Издание Sepherot Foundaion 2013

## Выставки
- 2025 — «Эммануил Евзерихин. Взгляд в историю». Государственный музейно-выставочный центр РОСФОТО (Санкт-Петербург)
- 2013 — «Эммануил Евзерихин. Фотографии, которых не было. Из коллекции Sepherot Foundaion (Liechtenstein)». Еврейский музей и Центр толерантности. Москва
- 2007 — Монографическая выставка Э. Евзерихина в Мраморном дворце Русского музея[5]
- 2004 — Персональная выставка Э. Евзерихина. Московский дом фотографии. Москва
- 2002 — Время парадов. Фотогалерея имени братьев Люмьер. Москва
- 1998 — Персональная выставка Э. Евзерихина. Фотоцентр. Москва
- 1977 — Персональная выставка Э. Евзерихина. ИТАР-ТАСС. Москва
- 1950-60-е годы — участник многих коллективных зарубежных выставок.